# Баия-Солано
Баи́я-Сола́но (исп. Bahía Solano) — город и муниципалитет на западе Колумбии, на территории департамента Чоко. Входит в состав субрегиона Пасифико-Норте.

## История
Поселение, из которого позднее вырос город, было основано в 1935 году. Муниципалитет Баия-Солано был выделен в отдельную административную единицу в 1962 году..

## Географическое положение

Муниципалитет Баия-Солано

Город расположен в северо-западной части департамента, на побережье Тихого океана, вблизи устья реки Хелья, на расстоянии приблизительно 99 километров к северо-западу от города Кибдо, административного центра департамента. Абсолютная высота — 6 метров над уровнем моря.
Муниципалитет Баия-Солано граничит на северо-западе с территорией муниципалитета Хурадо, на северо-востоке — с муниципалитетом Эль-Кармен-дель-Дарьен, на востоке — с муниципалитетом Бохая, на юго-востоке — с муниципалитетом Альто-Баудо, на юге — с муниципалитетом Нуки, на западе омывается водами Тихого океана. Площадь муниципалитета составляет 1667 км².

## Население
По данным Национального административного департамента статистики Колумбии, совокупная численность населения города и муниципалитета в 2015 году составляла 9327 человек.
Динамика численности населения муниципалитета по годам:
| 2005 | 2006 | 2007 | 2008 | 2009 | 2010 | 2011 | 2012 | 2013 | 2014 | 2015 |
| ---- | ---- | ---- | ---- | ---- | ---- | ---- | ---- | ---- | ---- | ---- |
| 9094 | 9116 | 9139 | 9162 | 9185 | 9208 | 9231 | 9255 | 9279 | 9303 | 9327 |

Согласно данным переписи 2005 года мужчины составляли 50,5 % от населения Баия-Солано, женщины — соответственно 49,5 %. В расовом отношении негры, мулаты и райсальцы составляли 87,2 % от населения города; индейцы — 8,7 %; белые и метисы — 4,1 %.
Уровень грамотности среди всего населения составлял 88,5 %.

## Транспорт
К югу от города расположен аэропорт.